# 캐리 웨브
캐리 앤 웨브(영어: Karrie Ann Webb, AO, 1974년 12월 21일~)는 오스트레일리아 퀸즐랜드주 출신의 프로 골프 선수이다. 1996년부터 LPGA 투어에 참가했으며, 2015년까지 통산 56회의 우승 기록을 세웠다.
2005년 세계 골프 명예의 전당에 헌액되었다.

## 서훈
- 2018년 오스트레일리아 훈장 오피서(AO)

## 같이 보기
- 그랜드 슬램 (골프)